# Becca de Corbassière
Becca de Corbassière är en bergstopp i Schweiz.   Den ligger i distriktet Entremont och kantonen Valais, i den södra delen av landet, 100 km söder om huvudstaden Bern. Toppen på Becca de Corbassière är 2 690 meter över havet, eller 33 meter över den omgivande terrängen. Bredden vid basen är 0,11 km.
Terrängen runt Becca de Corbassière är huvudsakligen bergig, men åt nordost är den kuperad. Närmaste större samhälle är Bagnes, 10,0 km nordväst om Becca de Corbassière. 
Trakten runt Becca de Corbassière består i huvudsak av gräsmarker. Runt Becca de Corbassière är det ganska glesbefolkat, med 34 invånare per kvadratkilometer.